# Andriivka, Romnî
Andriivka (în ucraineană Андріївка) este localitatea de reședință a comunei Andriivka din raionul Romnî, regiunea Sumî, Ucraina.

## Demografie
Componența lingvistică a localității Andriivka
     Ucraineană (97,52%)
     Rusă (2,27%)
     Alte limbi (0,21%)
Conform recensământului din 2001, majoritatea populației localității Andriivka era vorbitoare de ucraineană (97,52%), existând în minoritate și vorbitori de rusă (2,27%).